# Baix Empordà
Il Baix Empordà (che in catalano significa "Basso Empordà", con riferimento all'omonima regione storica; in spagnolo Bajo Ampurdán) è una delle 41 comarche della Catalogna, con una popolazione di 120.302 abitanti; suo capoluogo è La Bisbal d'Empordà.
Amministrativamente fa parte della provincia di Girona, che comprende 8 comarche.

## Lista dei comuni del Baix Empordà
| città                                       | superficie | popolazione | densità          |
| ------------------------------------------- | ---------- | ----------- | ---------------- |
| Albons                                      | 11,12 km²  | 589 ab.     | 52,97 ab./km²    |
| Begur                                       | 20,71 km²  | 3.986 ab.   | 192,47 ab./km²   |
| Bellcaire d'Empordà                         | 12,68 km²  | 668 ab.     | 52,68 ab./km²    |
| Calonge                                     | 33,57 km²  | 9.162 ab.   | 272,92 ab./km²   |
| Castell-Platja d'Aro                        | 21,74 km²  | 9.239 ab.   | 424,98 ab./km²   |
| Colomers                                    | 4,30 km²   | 207 ab.     | 47,70 ab./km²    |
| Corçà                                       | 16,31 km²  | 1.232 ab.   | 75,54 ab./km²    |
| Cruïlles, Monells i Sant Sadurní de l'Heura | 99,83 km²  | 1.233 ab.   | 12,35 ab./km²    |
| Foixà                                       | 18,79 km²  | 329 ab.     | 17,51 ab./km²    |
| Fontanilles                                 | 9,29 km²   | 164 ab.     | 17,65 ab./km²    |
| Forallac                                    | 50,62 km²  | 1.745 ab.   | 34,47 ab./km²    |
| Garrigoles                                  | 9,40 km²   | 156 ab.     | 16,60 ab./km²    |
| Gualta                                      | 9,00 km²   | 356 ab.     | 39,56 ab./km²    |
| Jafre                                       | 6,63 km²   | 377 ab.     | 56,86 ab./km²    |
| La Bisbal d'Empordà                         | 20,58 km²  | 9.196 ab.   | 446,84 ab./km²   |
| La Pera                                     | 11,56 km²  | 427 ab.     | 36,94 ab./km²    |
| La Tallada d'Empordà                        | 16,56 km²  | 346 ab.     | 20,89 ab./km²    |
| Mont-ras                                    | 12,31 km²  | 1.826 ab.   | 148,33 ab./km²   |
| Palafrugell                                 | 26,89 km²  | 20.509 ab.  | 762,70 ab./km²   |
| Palamós                                     | 13,99 km²  | 16.817 ab.  | 1.202,07 ab./km² |
| Palau-sator                                 | 12,37 km²  | 283 ab.     | 22,88 ab./km²    |
| Pals                                        | 25,81 km²  | 2.335 ab.   | 90,47 ab./km²    |
| Parlavà                                     | 6,17 km²   | 341 ab.     | 55,27 ab./km²    |
| Regencós                                    | 6,23 km²   | 297 ab.     | 47,67 ab./km²    |
| Rupià                                       | 5,30 km²   | 201 ab.     | 37,92 ab./km²    |
| Sant Feliu de Guíxols                       | 16,23 km²  | 20.318 ab.  | 1.251,88 ab./km² |
| Santa Cristina d'Aro                        | 67,58 km²  | 3.983 ab.   | 58,94 ab./km²    |
| Serra de Daró                               | 7,94 km²   | 177 ab.     | 22,29 ab./km²    |
| Torrent                                     | 7,96 km²   | 188 ab.     | 23,62 ab./km²    |
| Torroella de Montgrí                        | 65,61 km²  | 10.228 ab.  | 155,89 ab./km²   |
| Ullà                                        | 7,28 km²   | 946 ab.     | 129,95 ab./km²   |
| Ullastret                                   | 11,08 km²  | 226 ab.     | 20,40 ab./km²    |
| Ultramort                                   | 4,36 km²   | 203 ab.     | 46,56 ab./km²    |
| Vall-llobrega                               | 5,45 km²   | 655 ab.     | 120,18 ab./km²   |
| Verges                                      | 9,70 km²   | 1.155 ab.   | 120,93 ab./km²   |
| Vilopriu                                    | 16,40 km²  | 181 ab.     | 11,01 ab./km²    |